# Kinyeti
Kinyeti je s nadmořskou výškou 3187 metrů nejvyšší horou Jižního Súdánu. Nachází se v pohoří Imatong poblíž ugandských hranic. Jedním z prvních Evropanů, kteří horu navštívili byl i botanik Thomas Ford Chipp.
Na úpatí hory se nachází les s bohatým ekosystémem, dále pokračují křoviny s bylinami.